# Телерадіоорганізація

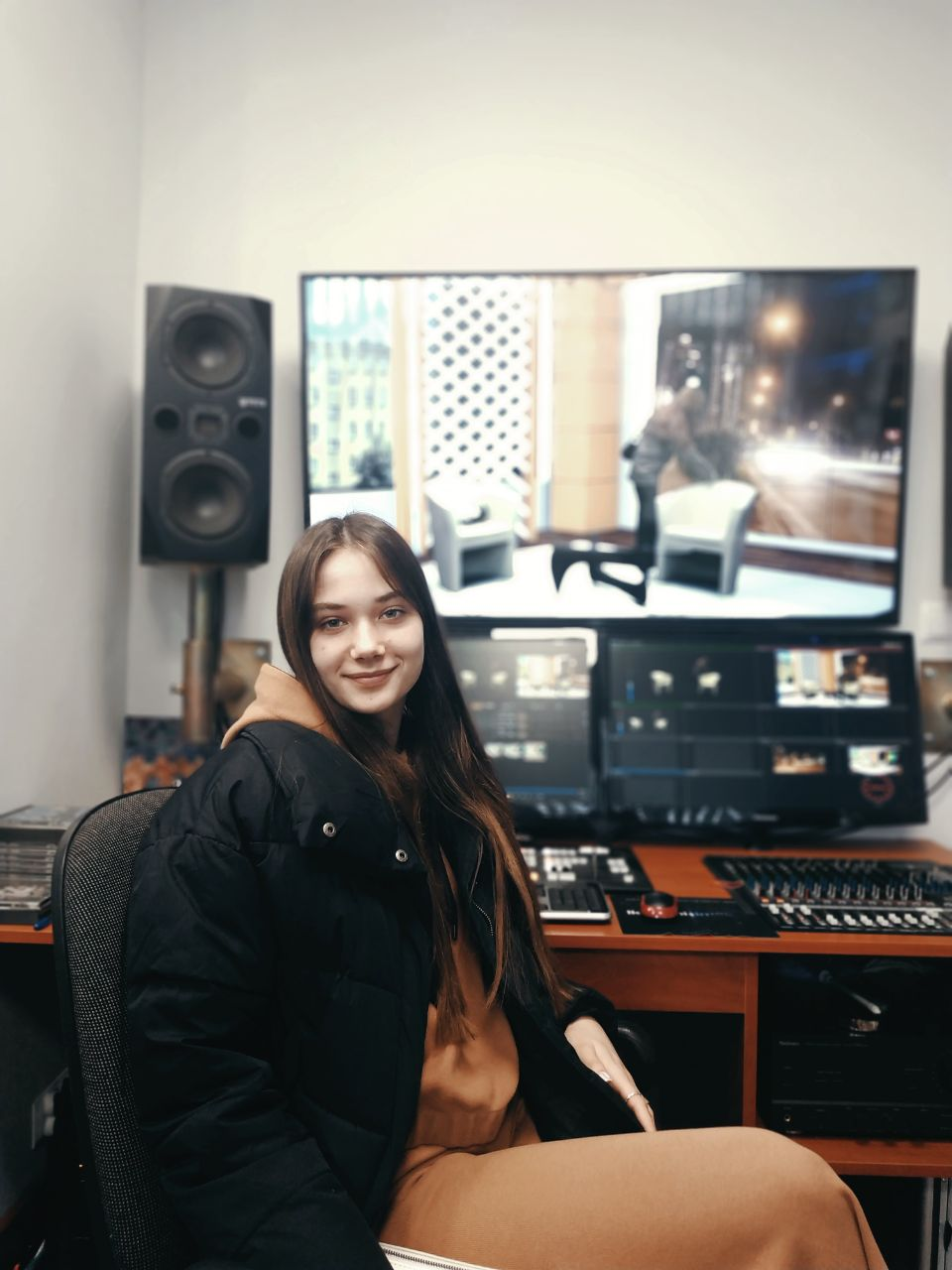
Українська студентка-журналістка у студії телебачення в Горлицях

Те́лера́діоорганіза́ція — зареєстрована у встановленому законодавством порядку юридична особа (редакція, студія, агентство, об'єднання, асоціація, компанія, радіостанція тощо), яка на підставі виданої Національною радою України з питань телебачення і радіомовлення ліцензії на мовлення створює або комплектує та/чи пакетує телерадіопрограми і/або передачі та розповсюджує їх за допомогою технічних засобів мовлення.